# Drosera insolita
Drosera insolita ist eine Pflanzenart aus der Familie der Sonnentaugewächse (Droseraceae). Sie ist eine fleischfressende Pflanzen und wurde als im Kongo beheimatet erstbeschrieben. Vermutlich stellt sie jedoch keine eigene Art dar, sondern ihre Erstbeschreibung geht auf einen Fehler zurück.

## Beschreibung
Drosera insolita ist eine ausdauernde, krautige Pflanze. Die Sprossachse entspringt einer kleinen Knolle und verläuft über 1 bis 1,5 Zentimeter unterirdisch, ihr entspringen hier verteilt kurze Wurzeln. Der oberirdische Teil ist in allen Teilen kahl, aufrecht, unverzweigt oder bündelartig am Ansatz verzweigt, schlank und rund 12 Zentimeter hoch.
Die Blätter stehen am Ansatz in einer bodenförmigen Rosette, die halbkreisförmige Spreite ist rund 3 Millimeter lang und 1,5 Millimeter breit, gelegentlich kürzer und schuppenförmig, der Blattstiel rund 3,5 Millimeter lang. Die Blätter am Stängel sind mit 7 bis 10 Millimeter langen Stielen deutlich länger gestielt, gelegentlich sind sie leicht herabgebogen. Die halbkreisförmige Spreite ist schirmartig gestielt, an den Winkeln stehen bis zu 3,5 Millimeter lange Tentakeln. Die Spreite ist 2 Millimeter lang und 4 Millimeter breit, Sprossachse und Blattstiele sind purpurn.
Die einfachen Blütenstände tragen drei bis vier Blüten. Die bis zu 6,5 Millimeter langen Blütenstiele stehen fast vertikal ab. Die 1,5 bis 2 Millimeter langen und an der Spitze 0,3 Millimeter breiten Tragblätter sind linealisch-spatelförmig und an der Spitze zwei- bis vierfach gelappt. Die ovalen Kelchblätter sind gepunktet, an den Rändern unregelmäßig gezähnt, rund 3 Millimeter lang und 1,5 Millimeter breit. Die weißen Kronblätter sind spatelförmig-eiförmig, am äußersten Ende stumpf, zum Ansatz hin schlanker werdend, häutig und fein nerviert. Sie sind bis zu 6 Millimeter lang und 3 Millimeter breit.
Die Staubblätter sind 3 Millimeter lang, die Staubbeutel 0,5 Millimeter. Der rundliche Fruchtknoten misst im Durchmesser rund 1,5 Millimeter. Die drei Griffel sind mehrfach dichotom verzweigt und rund 1 Millimeter lang. Die zahlreichen kleinen Samen sind eiförmig.

## Verbreitung
Der einzige Fund der Art stammt angeblich aus Haut-Katanga im äußersten Südwesten der Demokratischen Republik Kongo. Nähere Angaben zum Habitat fehlen. Möglicherweise findet sie sich dort in sogenannten Dembos oder in humusreichen Erden von Savannen.

## Systematik und Botanische Geschichte
Die Art wurde 1945 von Auguste Taton erstbeschrieben, nachdem er im Rahmen der Vorarbeiten für seine Bearbeitung der Sonnentaugewächse in der Flore du Congo im Brüsseler Botanischen Garten auf die von Henri Antoine Homblé 1911 gesammelten Exemplare gestoßen war.
Weitere Aufsammlungen sind nicht bekannt, Neuaufsammlungen sind nur schwer möglich, da das Herbarexemplar bis auf die Angabe zur Provinz keine genaue Ortsangabe aufweist.
Drosera insolita ähnelt in frappanter Form Drosera peltata, einer von China bis Australien zu findenden Art der sogenannten Knollendrosera. Diese ansonsten nur in Australien beheimatete Gruppe entspricht innerhalb der Gattung der Untergattung Ergaleium, in deren gleichnamiger Sektion Taton sie auch platzierte. Damit wäre Drosera insolita der einzige Vertreter der Knollendrosera in Afrika.
Der Status als eigene Art ist jedoch äußerst zweifelhaft, da sie vermutlich auf einen Fehler in der Zuordnung des Typusexemplars zurückgeht. Homblé hatte nicht nur im Kongo gesammelt, sondern auch in China, wo Drosera peltata heimisch ist. 1978 bestimmte Taton das Typusexemplar neu als Drosera peltata var. lunata und versah es mit Anmerkungen zu seiner Herkunft aus China. Eine korrekte Synonymisierung von Drosera insolita fehlt jedoch bis heute, weshalb die Beschreibung formal gültig bleibt.

## Gefährdung
Diese Art ist aufgrund der Zerstörung ihres Lebensraums infolge von Bergbaumaßnahmen ernsthaft in ihrem Bestand bedroht. Die IUCN listet sie in der Kategorie Critically Endangered (vom Aussterben bedroht) ein.